# Tower Theater (Los Angeles)
Pour les articles homonymes, voir Tower Theater.
Le Tower Theater est une salle de cinéma qui a ouvert en 1927 sur Broadway (en), à Los Angeles. Il a été officiellement fermé en 1988.
Le cinéma a servi de décors dans plusieurs films dont Le Survivant (1971), Les Mambo Kings (1992), Last Action Hero (1993), Fight Club (1999), Coyote Girls (2000), Mulholland Drive (2001), Le Prestige (2006) ou encore Transformers (2007).
En 2021, le Tower Theatre a été rénové par Apple afin d'en faire un magasin. Ce nouveau magasin a ouvert le 24 juin 2021.